# لیگ اروپا ۱۳–۲۰۱۲
لیگ اروپا ۱۳–۲۰۱۲ چهل و دومین دوره از مسابقات فوتبال باشگاه‌های ثانویه برتر اروپا و چهارمین دوره لیگ اروپا از زمانی‌که به این نام تغییر نام داد بود که با قهرمانی چلسی به پایان رسید.